# Años 10
Los años 10 o década del 10 empezó el 1 de enero del 10 y terminó el 31 de diciembre del 19.

## Acontecimientos
- 11: Germania Inferior y el Rin son tomados por Germánico. Artabano II de la dinastía arsácida se convierte en gobernante de Partia.
- 12: Augusto ordena una gran invasión para conquistar Germania.
- 19 de agosto de 14: Augusto fallece y es declarado Dios.
- 18 de septiembre de 14: Tiberio es proclamado emperador de Roma.
- 15: Varna se anexa a Roma.
- 26 de marzo de 17: Germánico vuelve a Roma como un Héroe, luego de su extensa y exitosa campaña en Germania.
- 19: Germánico muere luego de una enfermedad repentina. Antes de morir acusa a Cneo Calpurnio Pisón de envenenarlo.

## Nacimientos
- 12: Nace Calígula.
- 15: Nace Vitelio.

## Personas destacadas
- Germánico Julio César, general romano, sobrino e hijo adoptivo de Tiberio y padre de Calígula.
- Cayo Julio César Octaviano (Augusto), primer emperador romano.
- Tiberio Julio César, emperador romano.